# Danmarks Nationalsocialistiske Ungdom

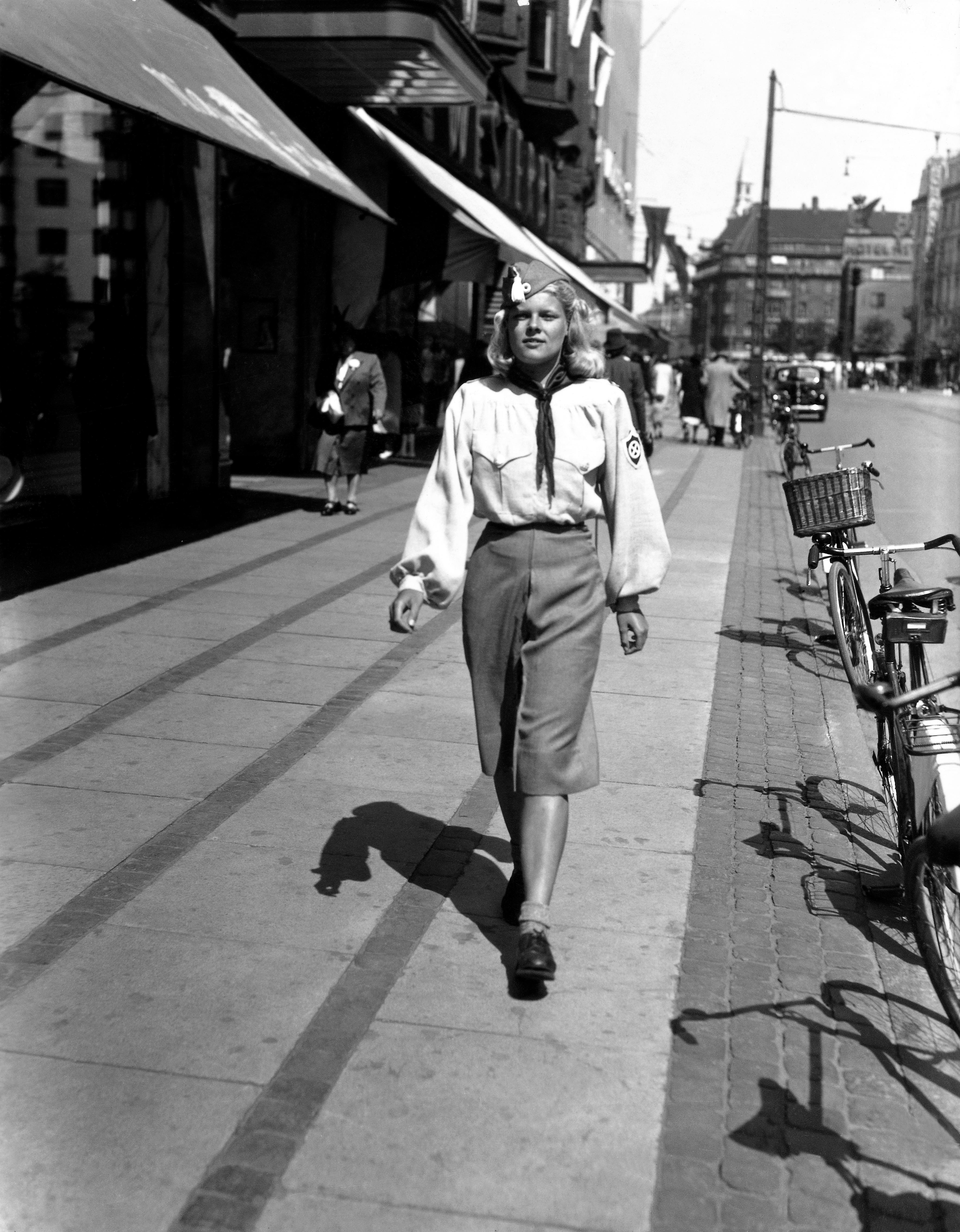
En kvinnlig NSU-medlem på Vesterbrogade i Köpenhamn i juni 1941

Danmarks Nationalsocialistiske Ungdom (NSU) var en dansk nationalsocialistisk ungdomsorganisation. NSU hade som mål att lära nationalsocialistiska ungdomar att bli goda nationalsocialistiska medborgare. Organisationen grundades 1932 och upplöstes tillsammans med DNSAP år 1945.

## Grundande
NSU grundades i oktober 1932 efter moderpartiet DNSAP:s omorganisation. De som var medlemmar i partiet och som var under 18 år, avskildes från danska SA, stormafdelning, till att bilda en egen organisation som fick namnet Nationalsocialistisk Ungdom (NSU). Partiet hade en avdelning i Köpenhamn, men bara en månad efter bildandet lämnade avdelningen DNSAP och följde med dess lokala ledare Wilfred Petersen som också lämnade DNSAP för att bilda ett nytt nazistiskt parti.
Den tidigare Köpenhamnsavdelningen fortsatte sin verksamhet i Wilfred Petersens Nationalsocialistisk Parti (NSP) under namnet NSU, vilket gjorde att det kom att finnas två organisationer med samma namn, även om den DNSAP tillhöriga organisationen bara fanns på papperet.
Den 1 september 1934 återinrättades NSU av Carl Christian Blangsted Stender, som tillsammans med DNSAP:s förste partiledare Cay Lembcke var pionjärer inom den danska scoutrörelsen. Under de första åren kallades organisationen Danske Drenge ("danska pojkar") för att inte förväxlas med Wilfred Petersens NSU. Först år 1936 bytte man namn till Nationalsocialistisk Ungdom (NSU). Under de första åren hade organisationen ett fåtal medlemmar och utifrån påminde NSU mest av allt om en scoutavdelning.

## Mål
NSU hade som mål att lära nationalsocialistiska ungdomar att bli goda nationalsocialistiska medborgare. När medlemmarna fyllde 18 år väntade SA på att ta över deras utbildning. Inledningsvis var inte den politiska skolningen lika framträdande som den senare kom att bli.

## Utveckling och symboler
Organisationen utvecklades steg för steg under 1930-talet. Liksom SA blev NSU en parallellorganisation till DNSAP, med egen uniform och egen symbol, solhjulet. I början skedde utvecklingen i stor stil, med liknande metoder som i scoutrörelsen, men premierlöjtnant A. V. Schubert ökade byråkratin och försummade ungdomsarbetet. Detta ändrades då officeren i den Kongelige Livgarde, Christian Frederik von Schalburg 15 januari 1939 utnämndes till landsungdomsledare i NSU. Med Schalburgs inträde i organisationen fick man en egen organisationsplan och rörelsen ändrade karaktär från en scoutliknande organisation till en militärt präglad rörelse med gradvis inslussning av medlemmarna till Waffen-SS som ett viktigt delmål.
I likhet med Hitlerjugend i Tyskland var DNSAP aktivt i uppfostrandet av den nazistiska ungdomen. Ungdomen sågs som framtiden, och efter Tysklands anfall på Sovjetunionen började man inom NSU att uppmana ungdomarna till att anmäla sig till Waffen-SS i kampen mot kommunismen. Många medlemmar följde kallelsen.

## Ledare
C.F. von Schalburg var, i alla fall på papperet, landsungdomsledare till sin död 2 juni 1942. Under två långa perioder som landsungdomsledare var von Schalburg emellertid upptagen på attat håll och kunde inte ägna sig åt arbetet inom NSU. Vid båda tillfällena utsågs en verkställande landsungdomsledare i dennes ställe. År 1940 var von Schalburg i Finland där han stred mot Sovjetunionen på finsk sida. Då han återkom till Danmark var landet ockuperat av Tyskland och han hade blivit marginaliserad. Andra gången hade von Schalburg anmält sig som frivillig till Waffen-SS och kämpade mot kommunisterna på Östfronten. Här dödades han den 2 juni 1942 som chef för Frikorps Danmark då han antingen gick på en trampmina eller träffades av splitter från en rysk artillerigranat.
Den nye ledaren för NSU, Hans Jensen, bröt 15 september 1943 ut NSU från DNSAP. NSU finansierades istället direkt från ockupationsmakten och verksamheten kunde intensifieras. Under de första krigsåren präglades NSU av interna maktstrider, men med Hans Jensens utnämning till landsungdomsledare avklingade maktkampen.

## Upplösning
15 mars 1945, då kriget gick mot sitt slut, återfördes NSU under DNSAP:s ledning. DNSAP hade emellertid långsamt varit på väg mot upplösning, och samma öde drabbade nu NSU.

## Landsungdomsledare
- Carl Christian Blangsted Stender: 1 september 1934 – 24 juni 1936
- Asger Viktor Schubert: 24 juni 1936 – 15 januari 1939
- C.F. von Schalburg: 15 januari 1939 – 2 juni 1942
- Hans Jensen: 12 november 1942 – 5 maj 1945

### Verkställande landsungdomsledare
- Christian Teisen: 27 februari 1940 – april 1940 (under C.F. von Schalburgs vistelse i Finland)
- Knud Henning Hansen: april 1940 – september 1940 (under C.F. von Schalburgs vistelse i Finland och Danmark)
- Erik Kristian Schive Lærum: 1 november 1940 – 8 september 1941 (under von Schalburgs vistelse på Östfronten)
- Hans Jensen: 9 september 1940 – 11 november 1942 (under von Schalburgs vistelse på Östfronten samt tiden efter dennes död)

### Översättning
Den här artikeln är helt eller delvis baserad på material från danskspråkiga Wikipedia.